# Región Especial de Yogyakarta
La Región Especial de Yogyakarta (en indonesio: Daerah Istimewa (D.I.) Yogyakarta, en javanés: ꦣꦲꦺꦫꦃꦲꦶꦯ꧀ꦡꦶꦩꦺꦮꦔꦪꦺꦴꦒꦾꦏꦂꦠ) es una región autónoma de nivel provincial de Indonesia ubicada en el sur de Java. Limita con el océano Índico al sur, además de compartir todas las fronteras terrestres con la provincia de Java Central. Gobernada por el sultanato de Yogyakarta, la región es la única monarquía oficialmente reconocida dentro del gobierno de Indonesia. La ciudad de Yogyakarta es un popular destino turístico y centro cultural de la región.
El sultanato de Yogyakarta se estableció en 1755 y brindó un apoyo inquebrantable a la independencia de Indonesia durante la revolución indonesia (1945-1949). Como división de primer nivel en Indonesia, Yogyakarta está gobernada por el sultán Hamengkubuwono X como gobernador y el príncipe Paku Alam X como vicegobernador. Con una superficie de solo 3185,8 km², es la segunda entidad provincial más pequeña de Indonesia después de Yakarta.

## Historia
En javanés, se pronuncia joɡjaˈkartɔ, y lleva el nombre de la ciudad de Ayodhya en la mitología javanés-hindú. El nombre neerlandés de la región especial es Djokjakarta.
El sultanato ha existido en varias formas a lo largo de la prehistoria y sobrevivió durante el gobierno de los neerlandeses y la invasión de las Indias Orientales Neerlandesas en 1942 por parte del Imperio japonés. En agosto de 1945, el primer presidente de Indonesia, Sukarno, proclamó la independencia de la República de Indonesia, y en septiembre de ese año, el sultán Hamengkubuwono IX y el duque Sri Paku Alam VIII habían enviado cartas a Sukarno expresando su apoyo a la nación recién nacida de Indonesia, en la que reconocieron al sultanato de Yogyakarta como parte de la República de Indonesia. El sunanato de Surakarta hizo lo mismo, y ambos reinos de Java recibieron un estatus especial como regiones especiales dentro de la República de Indonesia. Sin embargo, debido a un levantamiento antimonárquico de izquierda en Surakarta, el sunanato de Surakarta perdió su estatus administrativo especial en 1946 y fue absorbido por la provincia de Java Central.
El apoyo abrumador de Yogyakarta y el patriotismo del sultán fueron esenciales en la lucha indonesia por la independencia durante la revolución indonesia (1945-1949). La ciudad de Yogyakarta se convirtió en la capital de la República de Indonesia desde enero de 1946 hasta diciembre de 1948 después de la caída de Yakarta ante los neerlandeses. Posteriormente, los neerlandeses también invadieron Yogyakarta, lo que provocó que la capital de la República de Indonesia fuera transferida nuevamente a Bukittinggi en Sumatra Occidental el 19 de diciembre de 1948. A cambio del apoyo de Yogyakarta, la declaración de autoridad especial sobre Yogyakarta se concedió en su totalidad en 1950 y Yogyakarta recibió el estatus de Región Administrativa Especial, lo que convierte a Yogyakarta en la única región encabezada por una monarquía en Indonesia.
La región especial fue golpeada por un terremoto de magnitud 6,3 el 27 de mayo de 2006, que mató a 5782 personas, hirió a aproximadamente 36 000 y dejó a 600 000 personas sin hogar. La región de Bantul sufrió la mayor cantidad de daños y muertes.

## Geografía
La región especial está ubicada cerca de la costa sur de Java, rodeada por tres lados por la provincia de Java Central y con el océano Índico en el lado sur. La población en el censo de 2010 era de 3 457 491 personas y luego aumentó a 3 668 719 en el censo de 2020. Tiene una superficie de 3 133,15 km², lo que la convierte en la segunda zona más pequeña de las provincias de Indonesia, después de la región de la capital de Yakarta. Junto con las áreas circundantes en Java Central, tiene algunas de las densidades de población más altas de Java.
El monte Merapi se encuentra al norte inmediato de la ciudad de Yogyakarta y el kabupaten de Sleman. Es el volcán más activo de Indonesia y ha entrado en erupción con regularidad desde 1548. La última vez que entró en erupción fue en octubre-noviembre de 2010, matando e hiriendo a muchas personas y desplazando temporalmente a aproximadamente 100 000 residentes.

## División administrativa
La Región Especial de Yogyakarta (nivel provincial) se subdivide en cuatro regencias (kabupaten) y una ciudad (kota):
| Nombre                    | Capital    | Área (km²) | Población Censo de 2000 | Población estimativa de 2005 | Población Censo de 2010 | Población Censo de 2020 | IDH estimativo de 2018 |
| ------------------------- | ---------- | ---------- | ----------------------- | ---------------------------- | ----------------------- | ----------------------- | ---------------------- |
| Kota de Yogyakarta        | Yogyakarta | 32,50      | 396 700                 | 433 539                      | 388 627                 | 373 589                 | 0.861 (Muy Alto)       |
| Kabupaten de Bantul       | Bantul     | 508,13     | 781 000                 | 859 968                      | 911 503                 | 985 770                 | 0.794 (Alto)           |
| Kabupaten de Gunung Kidul | Wonosari   | 1431,42    | 670 400                 | 681 554                      | 675 382                 | 747 161                 | 0.692 (Medio)          |
| Kabupaten de Kulon Progo  | Wates      | 586,28     | 371 000                 | 373 757                      | 388 859                 | 436 395                 | 0.737 (Alto)           |
| Kabupaten de Sleman       | Sleman     | 574,82     | 901 400                 | 988 277                      | 1 093 110               | 1 125 804               | 0.834 (Muy Alto)       |
| Total                     |            | 3133,15    | 3 121 045               | 3 337 095                    | 3 457 491               | 3 668 719               | 0.795 (Alto)           |

Ubicada dentro de la región especial de Yogyakarta, la ciudad de Yogyakarta es conocida como un centro de bellas artes y cultura clásicas de Java, como batik, ballet, teatro, música, poesía y espectáculos de marionetas. También es uno de los centros de educación superior más reconocidos de Indonesia. En el centro de la ciudad se encuentra el palacio del sultán llamado Kraton. Mientras que la ciudad se extiende en todas direcciones desde el Kraton', el núcleo de la ciudad moderna se encuentra al norte.